# 간다촌 (히로시마현)
간다촌(神田村)은 일본 히로시마현 세라군에 설치되었던 촌이다. 현재의 미하라시의 일부에 해당한다.